# Санькін Аїл
Санькін Аїл (рос. Санькин Аил) — село Турочацького району, Республіка Алтай Росії. Входить до складу Тондошенського сільського поселення.
Населення — 121 особа (2015 рік).